# Hejal

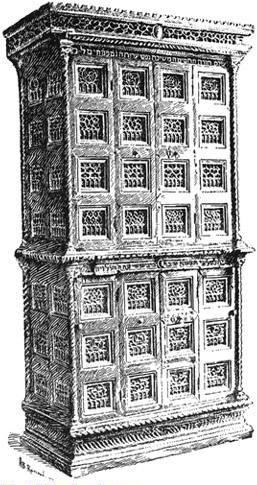
Modena (Italia), 1505

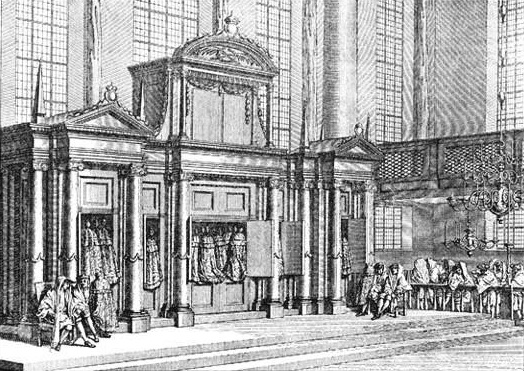
Ámsterdam, Holanda

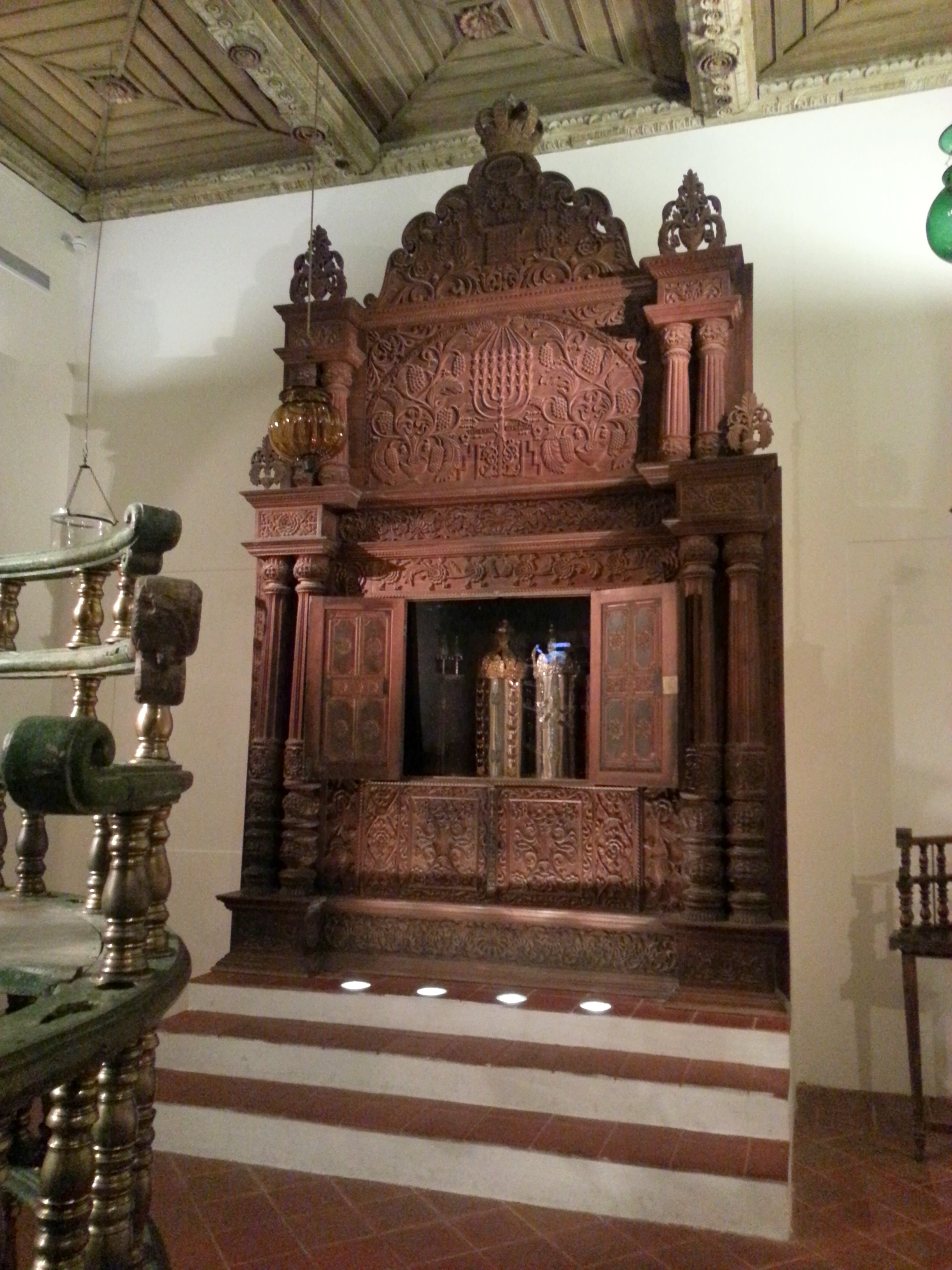
Interior de una sinagoga de India, donde se destaca el Hejal o Arón Ha-Kodesh. Museo de Israel, Jerusalén.

En una sinagoga, el hejal (en hebreo: היכל‎) o arón ha-kódesh (en hebreo: ארון הקודש‎; lit. arca o arcón sagrado) es un armario, gabinete o pequeña recámara decorada, donde se guardan los rollos con los pergaminos de la Torá. Generalmente, los asquenazíes lo llaman arón ha-kódesh y los sefaradíes hejal, si bien en otros idiomas recibe también el nombre arca. En la mayoría de los casos, esta recámara está ubicada en la pared de la sinagoga que está orientada hacia Jerusalén.

## Terminología
- Arón ha-kódesh: Etimológicamente, la expresión arón ha-kódesh proviene del hebreo «ārōn kodeš» (אָרוֹן קׄדֶשׁ) y tradicionalmente es asociada con el Arca de la Alianza que se mantenía guardada en el Sanctasanctórum de los hebreos, ya en el Tabernáculo del desierto o bien en aquel del Templo de Jerusalén. En hebreo, al Sanctasanctórum se lo conoce como Devir y también Kodesh ha-Kodashim; la traducción literal de la última expresión es 'Santo de los Santos'.[2]

- Hejal: El origen de la palabra hejal se encuentra en el término hebreo «ējāl» (היכל), cuyo significado es "santuario",[3] vocablo empleado en el Templo de Jerusalén para referirse al recinto sagrado interior que precedía al Sanctasanctórum. El hejal contenía la menorá y otros tantos utensilios empleados por el Sumo Sacerdote de Israel en el Templo.

Entre los sefardíes de los Balcanes, el hejal de la sinagoga es eventualmente llamado ejal kodesh, pero la denominación más empleada y de mayor difusión entre los sefardíes es simplemente hejal.

## Ubicación y estructura
El hejal usualmente se encuentra cerca o en la misma pared que mira hacia Jerusalén. En aquellos casos en los que el Hejal no esté orientado de la manera usual, de todas formas se reza en dirección a Jerusalén, tal como se acostumbra en toda sinagoga, sobre todo durante ciertas partes del rezo, como por ejemplo la Amidá.
En algunas sinagogas muy antiguas, el Hejal no se encuentra dentro del mismo edificio, sino en una construcción aparte, usualmente colocado al lado de la misma, con la intención de mostrar que la santidad de la sinagoga no está relacionada con el Hejal y sus contenidos, sino con el hecho de ser un lugar para rezar. A la hora de hacer las lecturas de la Torá, se lleva a la sinagoga y luego se le regresa a su lugar. 
Muchos presentan una parójet, especie de importante cortinado ornado que cubre las puertas del Hejal (según la costumbre de la tradición ritual ashkenazí y mizrají). En ciertos casos, la parójet se ubica detrás de las puertas del Hejal; ello suele ocurrir en sinagogas que siguen la costumbre sefardí, especialmente en España, Portugal y Marruecos.

## Evolución
En un principio, las escrituras se ubicaban en muebles móviles que podían trasladarse. Cuando las tribus comenzaron a asentarse y a construir templos, se buscaron lugares permanentes para ubicar el arca. En el año 245 a. C. en la sinagoga de Dura Europos se construyó una hendidura en el muro sagrado, orientado hacia Jerusalén, para el arca. En la antigüedad, se cree que los pergaminos envueltos en tela estaban dentro de pequeños armarios de madera en horizontal. Tanto las evidencias históricas como arqueológicas han demostrado que había una gran variedad de diseños exteriores en esta etapa de la historia judía. La arqueología ha descubierto algunas arcas de la Torá en las catacumbas judías de Roma que estaban decoradas con frescos pompeyanos, pinturas y grafitis.
Durante la Edad Media en Europa comenzaron a diseñarse arcas más altas, por ejemplo, en los siglos XIV y XV, los textos hebreos en España y Alemania muestran un nuevo diseño. Estos textos ubicaban los rollos dentro del arca en vertical, decorados y envueltos en seda. Una sinagoga sefardí ubicada en Ámsterdam (c. 1675) contiene un arca de estilo barroco que cubre totalmente la anchura del centro del templo, al igual que la sinagoga sefardí de Londres (c. 1701). Durante esta época, la mayoría de sinagogas en Europa se diseñaban con la mesa de lectura en el centro del edificio, mientras que el arca se ubicaba en el muro oriental, para que la congregación mirara hacia Jerusalén durante los rezos.

## Galería

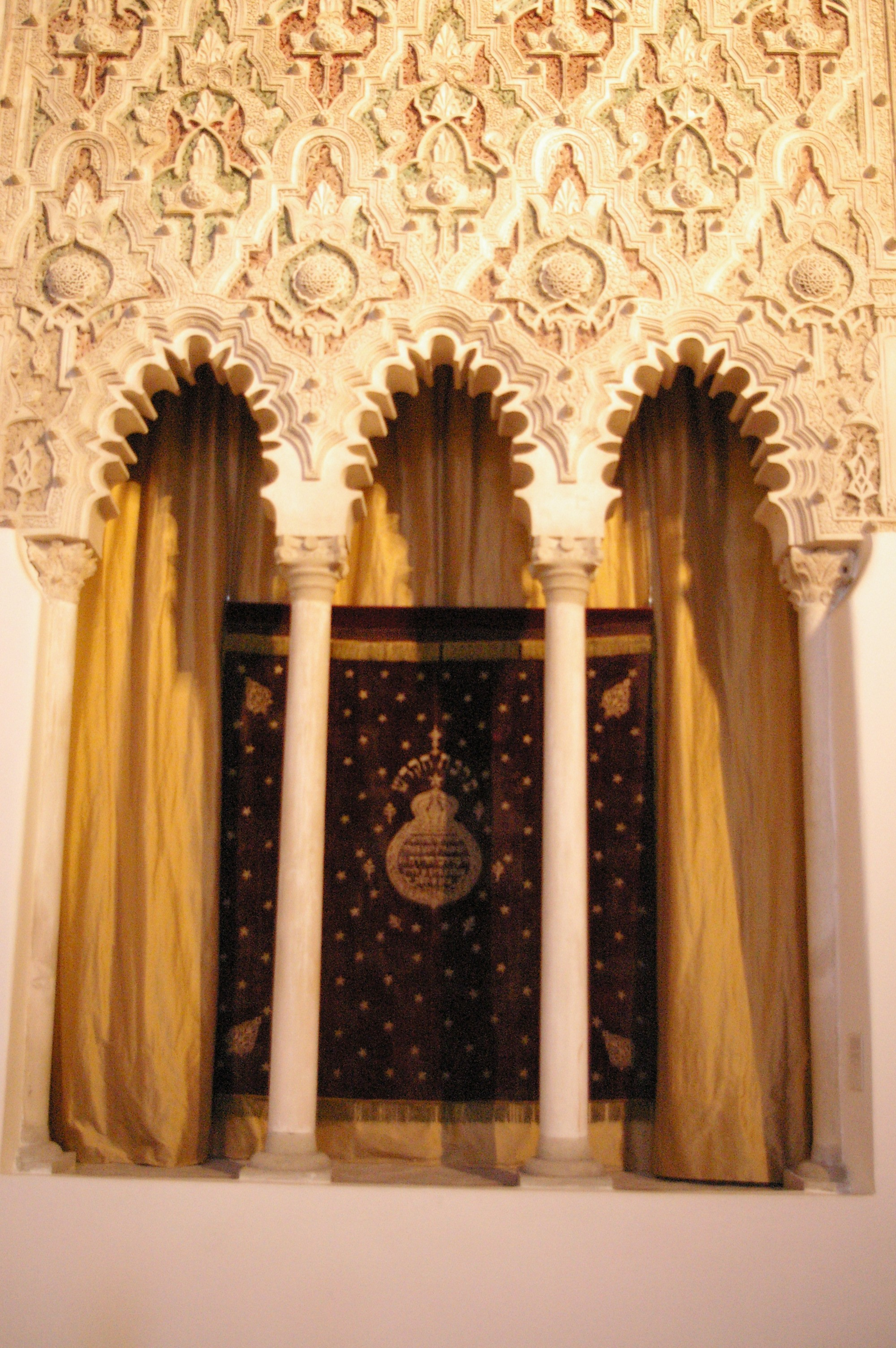
Sinagoga del Tránsito, Toledo, 1357-63
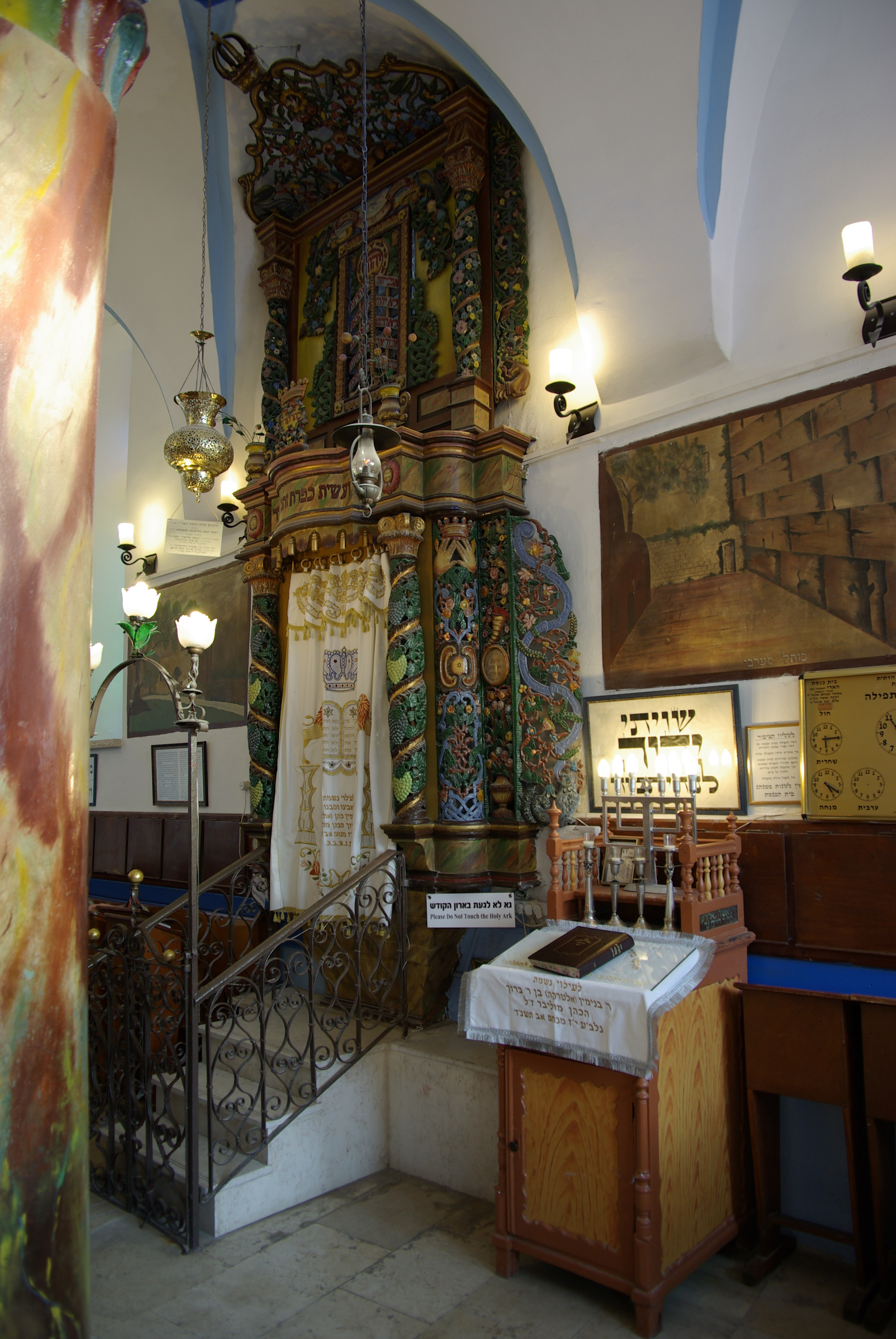
Safed, Israel
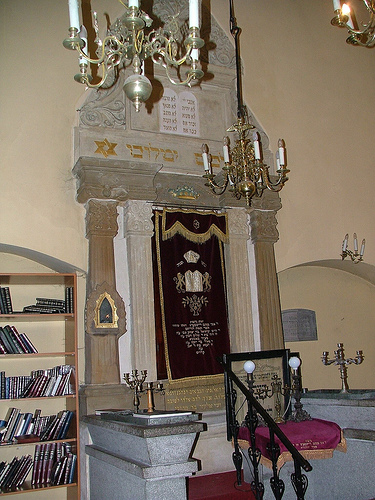
Cracovia, Polonia, 1577
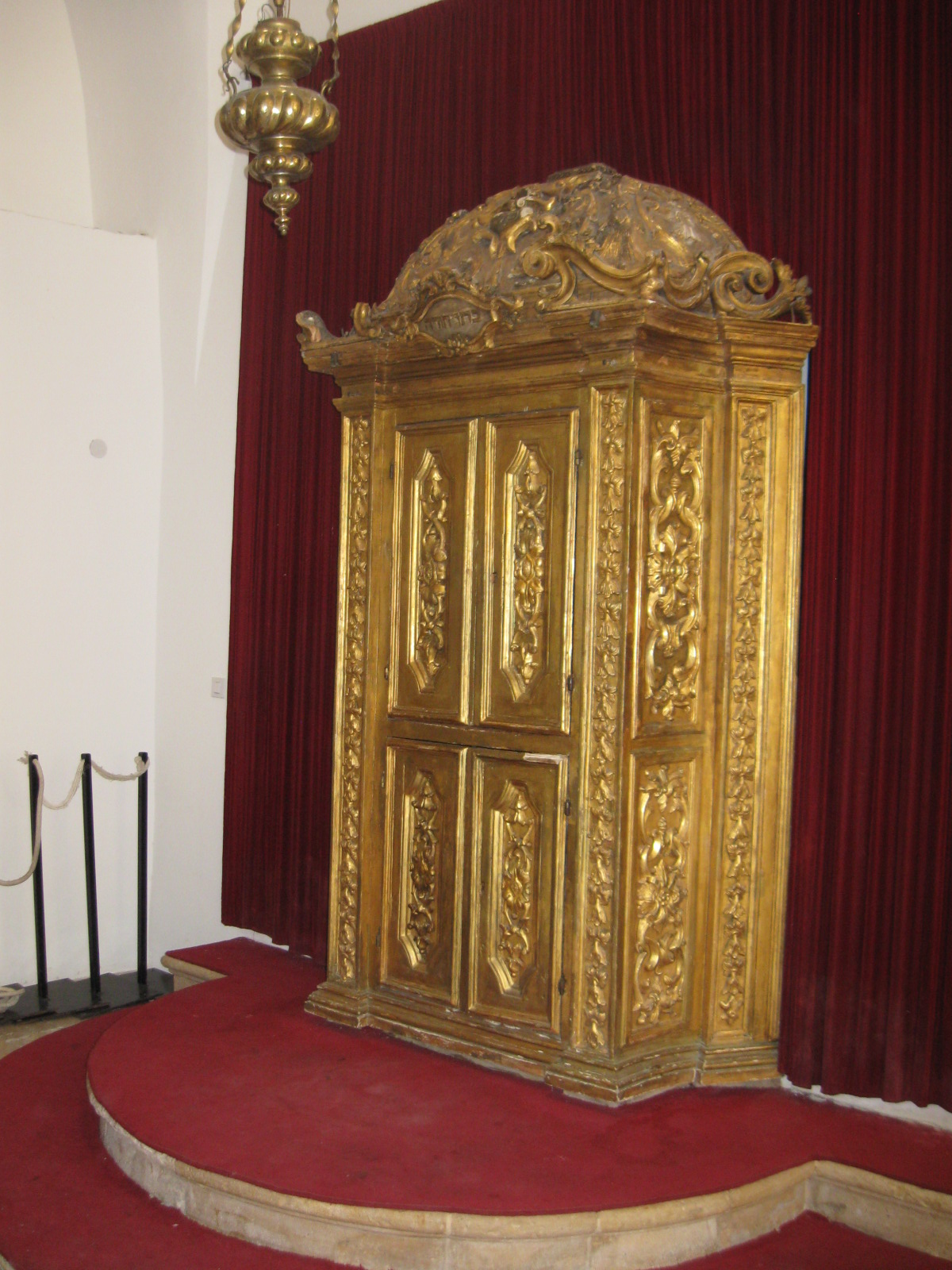
Sinagoga Istanbuli, Jerusalén, s. XVI
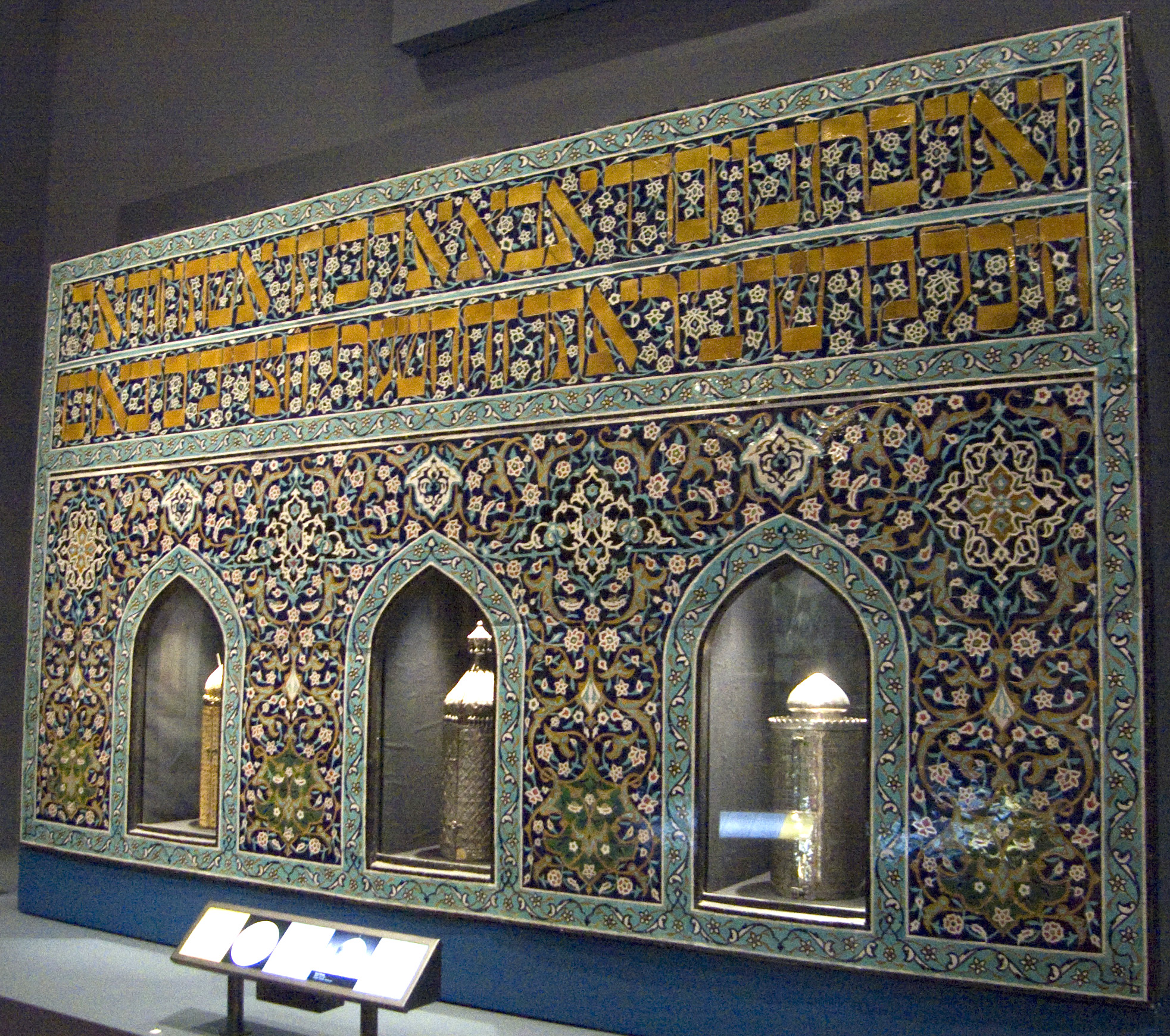
Hejal de la Sinagoga de Isfahan, Persia, siglo XVI. Porción azulejada con inscripción hebrea.
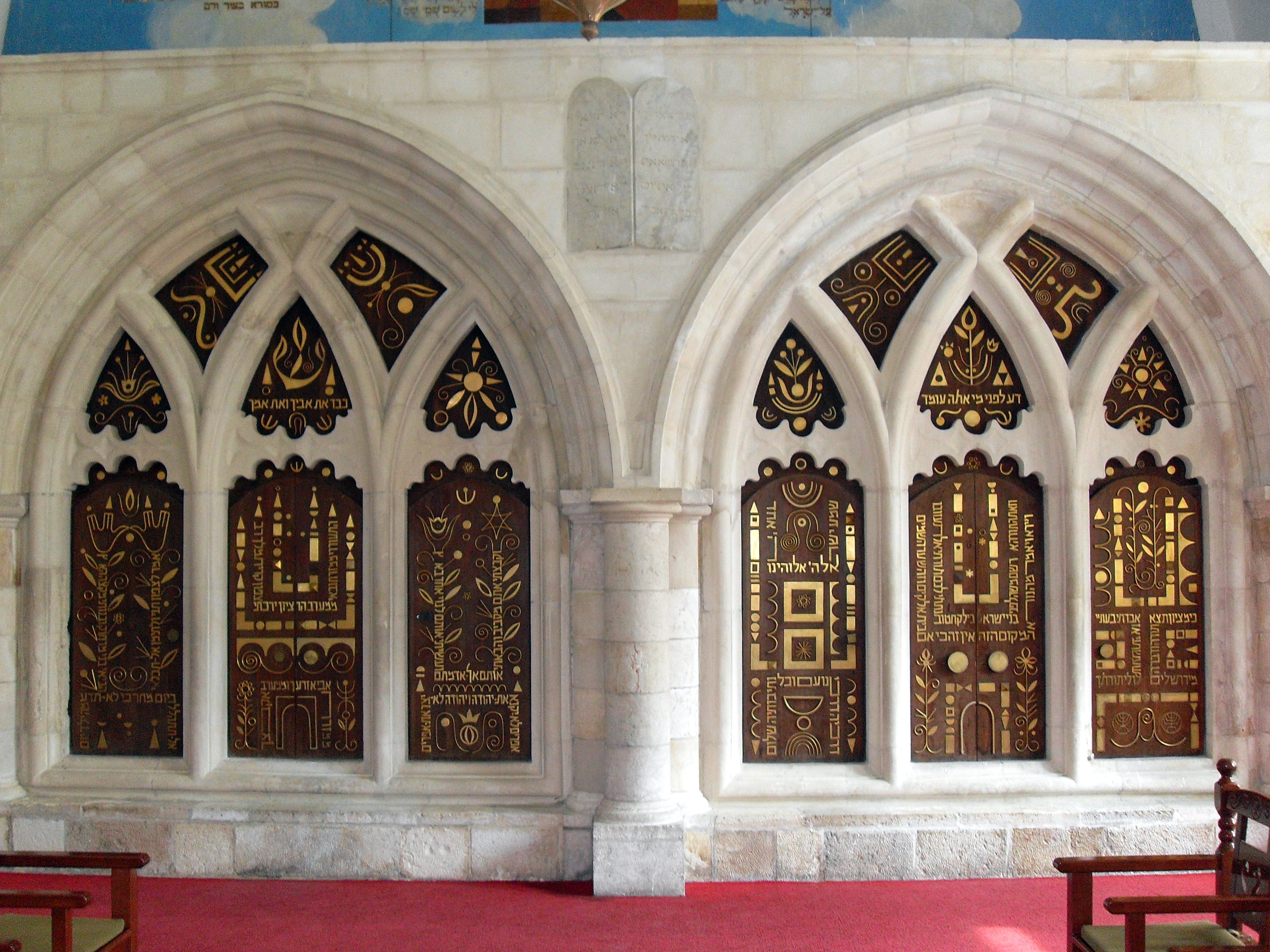
Hejal doble de la Sinagoga Yojanán Ben-Zakai, Jerusalén, 1610
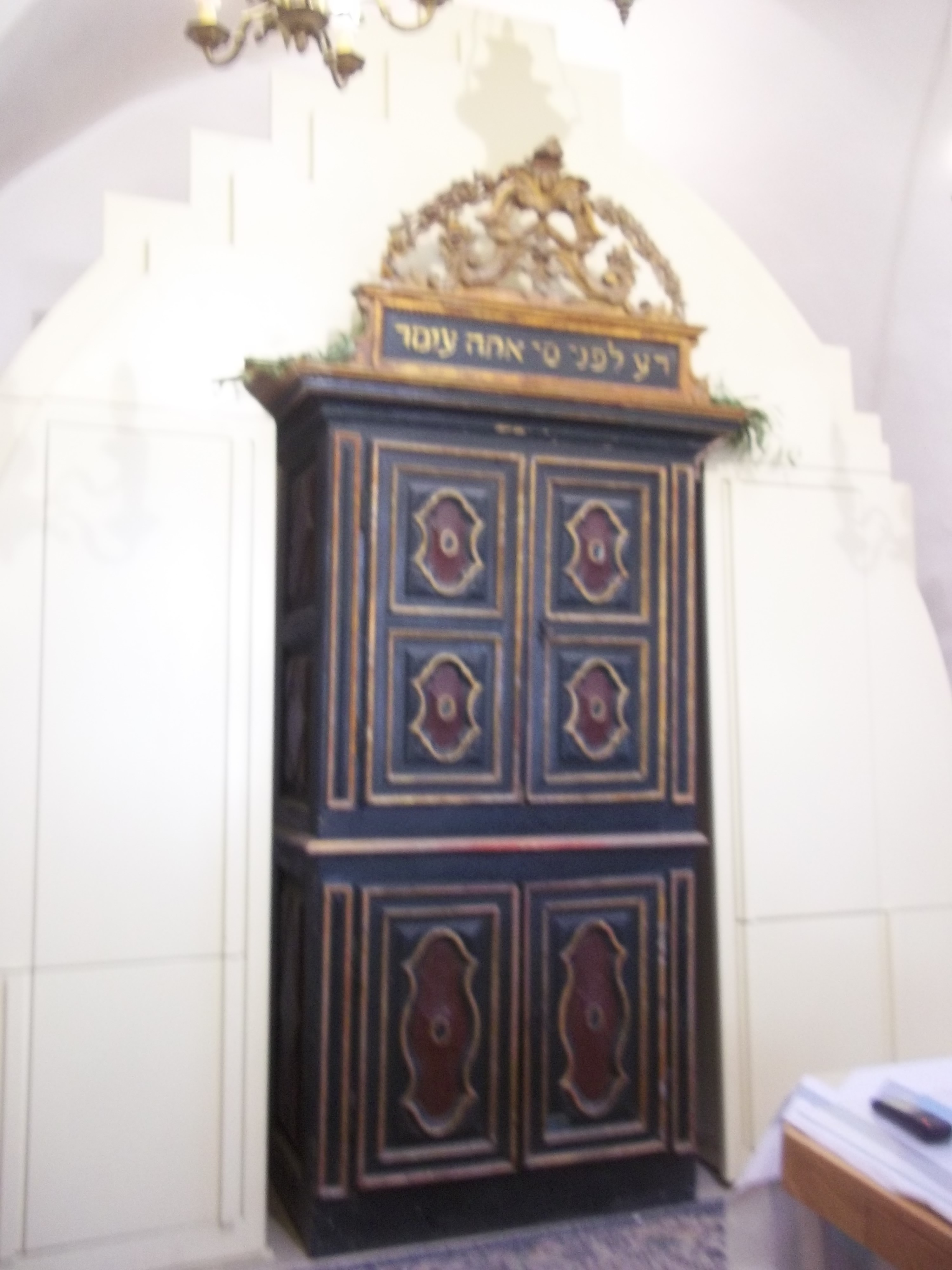
Hejal italiano dieciochesco de la Sinagoga Eliahu Ha-Naví, Jerusalén.
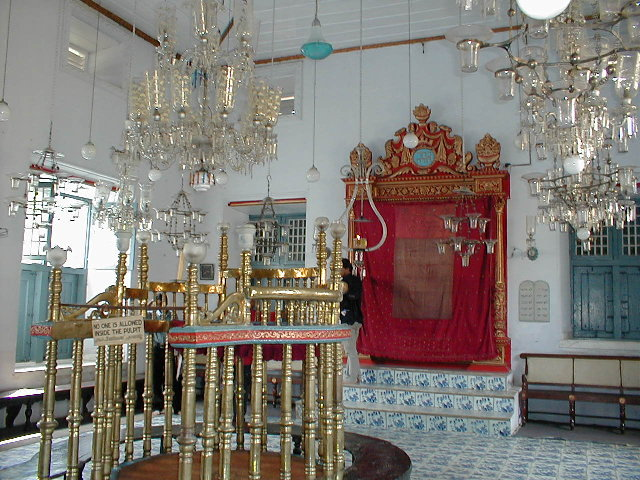
Sinagoga de Cochín, India
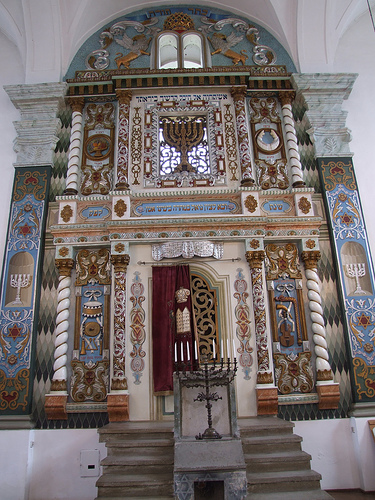
Sinagoga de Włodawa, Włodawa, Polonia, s. XVIII
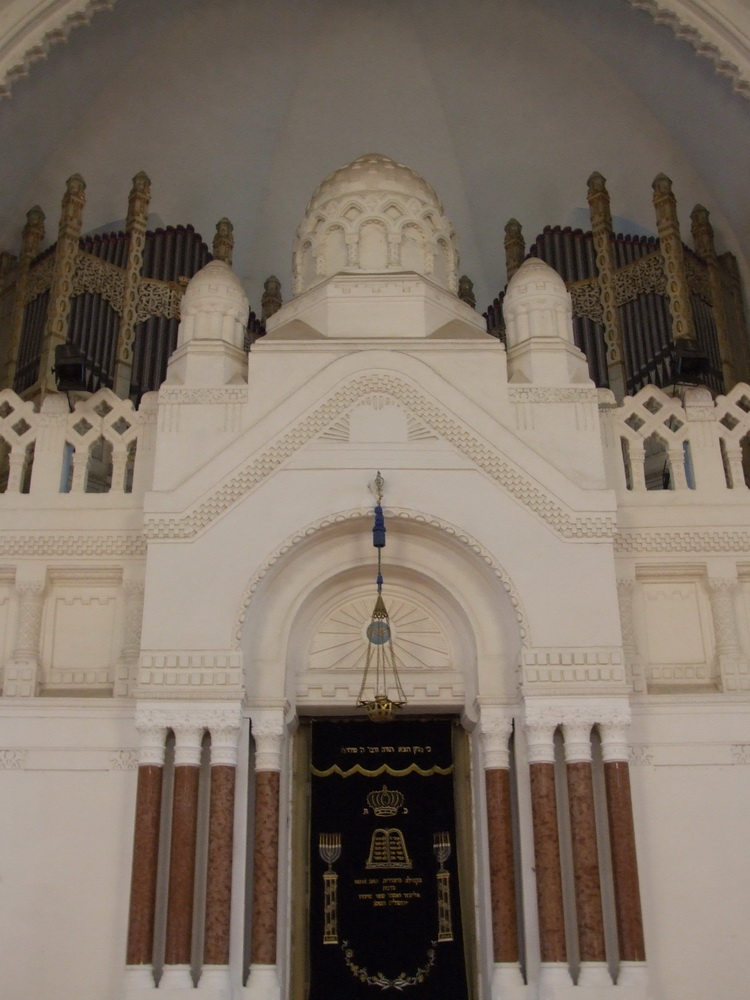
Novi Sad, Serbia
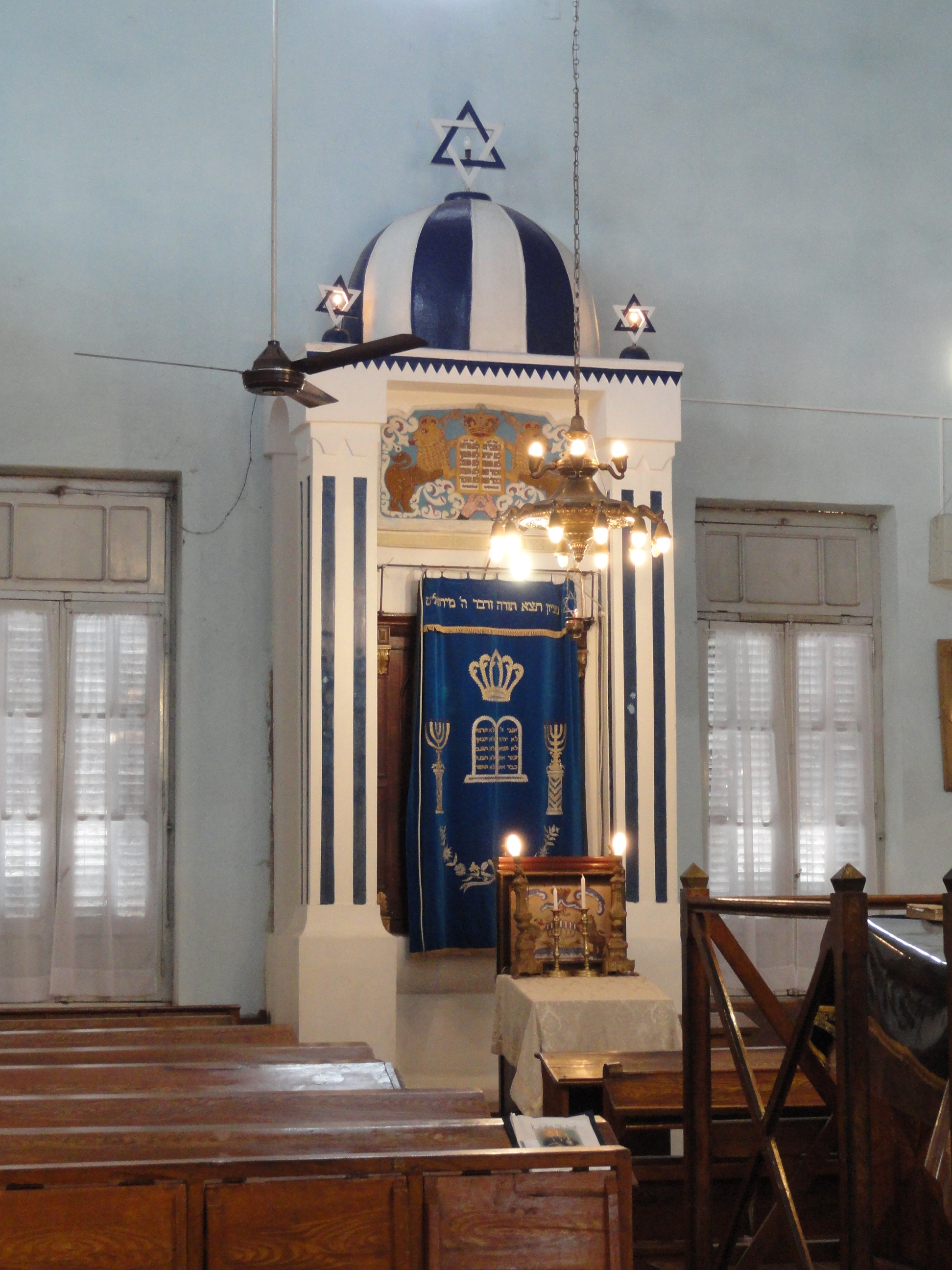
Sinagoga Barón Hirsch, Moisés Ville, provincia de Santa Fe, Argentina
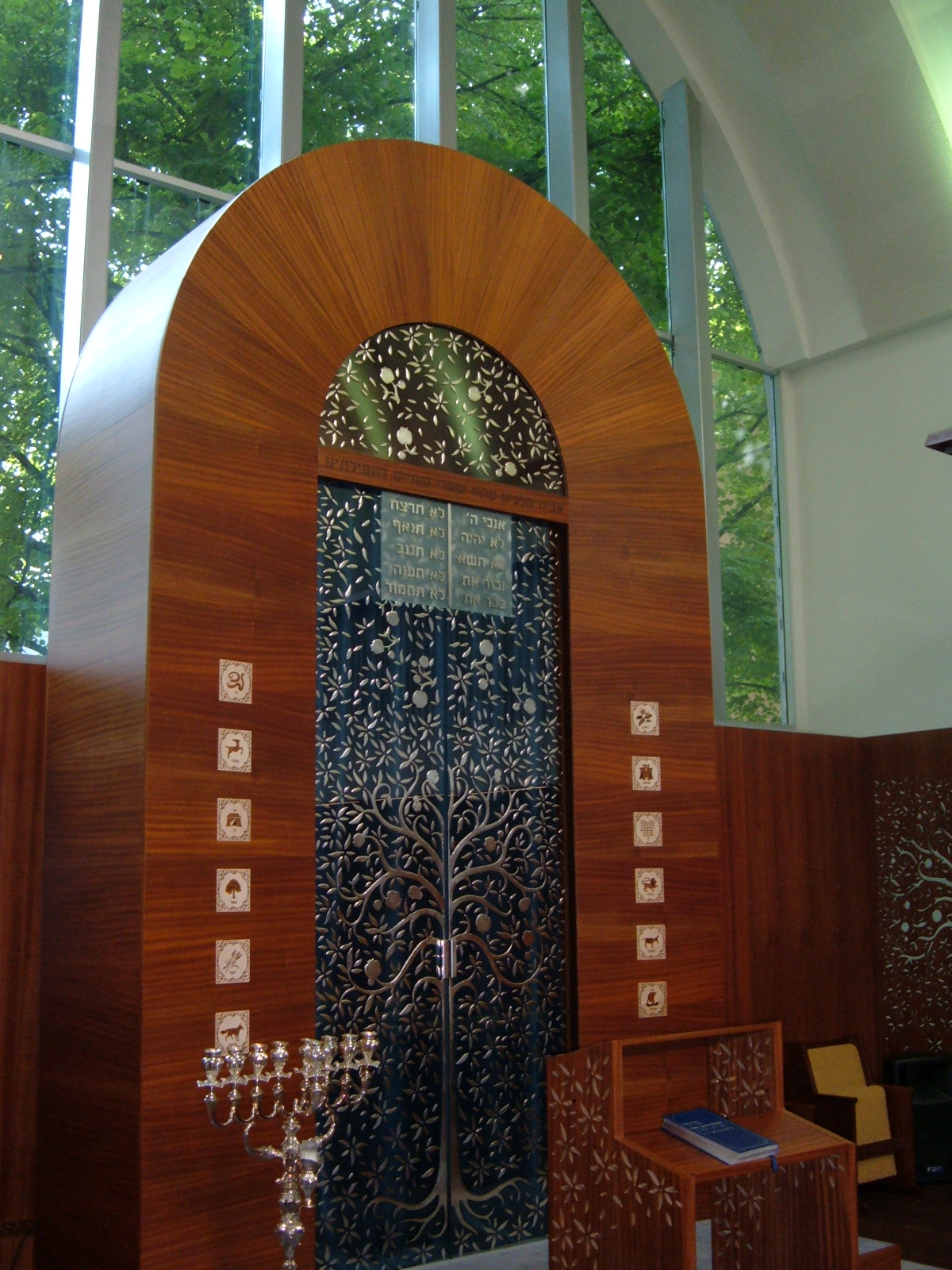
Beit Bella o Sinagoga de Tallin, Estonia, 2007